# Elsinoe ampelina
Espèce
Elsinoe ampelina (ou Elisinoë ampelina) est une espèce de champignons ascomycètes de la famille des Elsinoaceae.
Ce champignon phytopathogène est responsable de l'anthracnose de la vigne ou anthracnose maculée.

## Synonymes
Selon Catalogue of Life (28 septembre 2014) :
- Gloeosporium ampelophagum (Pass.) Sacc. 1878,
- Ramularia ampelophaga Pass. 1876,
- Sphaceloma ampelinum de Bary 1874.